# Bombardeo de Río Martín
El bombardeo de río Martín fue la operación naval más importante de la guerra de África entre Marruecos y España del 1859 y 1.860.
El río Martín era el nombre colonial del río Martil. Este había sido escogido por Leopoldo O'Donnell como lugar para desembarcar las tropas expedicionarias, pero los oficiales de marina disuadieron al comandante en jefe de llevarlo a cabo porque consideraban que con los medios que tenía la marina, 10 barcos y 4 veleros, no se podía hacer frente a la capacidad de fuego artillero del fortín marroquí construido en la boca del río. Finalmente el desembarco se hizo en Ceuta.
El comandante en jefe creyó a los oficiales y no hizo comprobar el fortín marroquí. Esto fue un grave error, ya que la zona de la frontera de Ceuta estaba muy bien protegida y en cambio las defensas de río Martil eran mucho menos importantes de lo que suponían los oficiales.
El 29 de diciembre del 1859 una escuadra de ocho barcos bombardeó el fortín de la boca del río Martín, y después de poco tiempo de disparar la artillería el fortín dejó de responder; todas sus baterías estaban fuera de servicio, probablemente muchas ya antes del bombardeo. El desembarco en este lugar había ahorrado la vida a muchos soldados de los dos bandos.
Actualmente la ciudad de Martil, en el lado norte del río homónimo es un centro turístico y el fortín bombardeado ha desaparecido.